# Епархия Меру
Епархия Меру (лат. Dioecesis Meruensis) — епархия Римско-Католической Церкви с центром в городе Меру, Кения. Епархия Меру входит в митрополию Ньери. Кафедральным собором епархии Меру является церковь святых Иосифа в городе Меру.

## История
10 марта 1926 года Римский папа Пий XI издал бреве Tanquam sublimi, которой учредил апостольскую префектуру Меру, выделив её из апостольского викариата Кении (сегодня — Архиепархия Ньери).
17 мая 1953 года Римский папа Пий XII издал буллу Progreditur continenter, которой преобразовал апостольскую префектуру Меру в епархию. В этот же день епархия Меру вошла в митрополию Найроби.
В следующие годы епархия Меру передала часть своей территории новым церковным структурам:
- 20 февраля 1956 года — апостольской префектуре Китуи (сегодня — Епархия Китуи);
- 9 декабря 1976 года — апостольской префектуре Гариссы (сегодня — Епархия Гариссы);
- 9 июня 1986 года — епархии Эмбу.

21 мая 1990 года епархия Меру вошла в митрополию Ньери.
15 декабря 1995 года епархия Меру передала часть своей территории для возведения нового апостольского викариата Исиоло.

## Ординарии епархии
- епископ Luigi Locati (15.12.1995 — 14.07.2005);
- епископ Anthony Ireri Mukobo IMC[1](25.01.2006 — по настоящее время).

## Источник
- Annuario Pontificio, Libreria Editrice Vaticana, Città del Vaticano, 2003, ISBN 88-209-7422-3
- Бреве Tanquam sublimi, AAS 18 (1926), стр. 374
- Bolla Progreditur continenter, AAS 46 (1954), стр. 33  (лат.)